# Bescat
Bescat [bɛskat] est une commune française, située dans le département des Pyrénées-Atlantiques en région Nouvelle-Aquitaine.

## Géographie

### Localisation
La commune de Bescat se trouve dans le département des Pyrénées-Atlantiques, en région Nouvelle-Aquitaine.
Elle se situe à 25 km par la route de Pau, préfecture du département, et à 18 km d'Oloron-Sainte-Marie, sous-préfecture.
Les communes les plus proches sont : 
Sévignacq-Meyracq (1,8 km), Arudy (2,1 km), Buzy (2,7 km), Sainte-Colome (3,2 km), Izeste (3,7 km), Buziet (4,2 km), Louvie-Juzon (4,3 km), Rébénacq (4,5 km).
Sur le plan historique et culturel, Bescat fait partie de la province du Béarn, qui fut également un État et qui présente une unité historique et culturelle à laquelle s’oppose une diversité frappante de paysages au relief tourmenté.

### Communes limitrophes
Les communes limitrophes sont  Arudy, Buzy, Rébénacq et Sévignacq-Meyracq.
|       |        | Rébénacq          |
| Buzy  | Bescat | Sévignacq-Meyracq |
| Arudy |        |                   |

### Paysages et relief
Le Turon de Pujou culmine à 497 mètres.

### Hydrographie

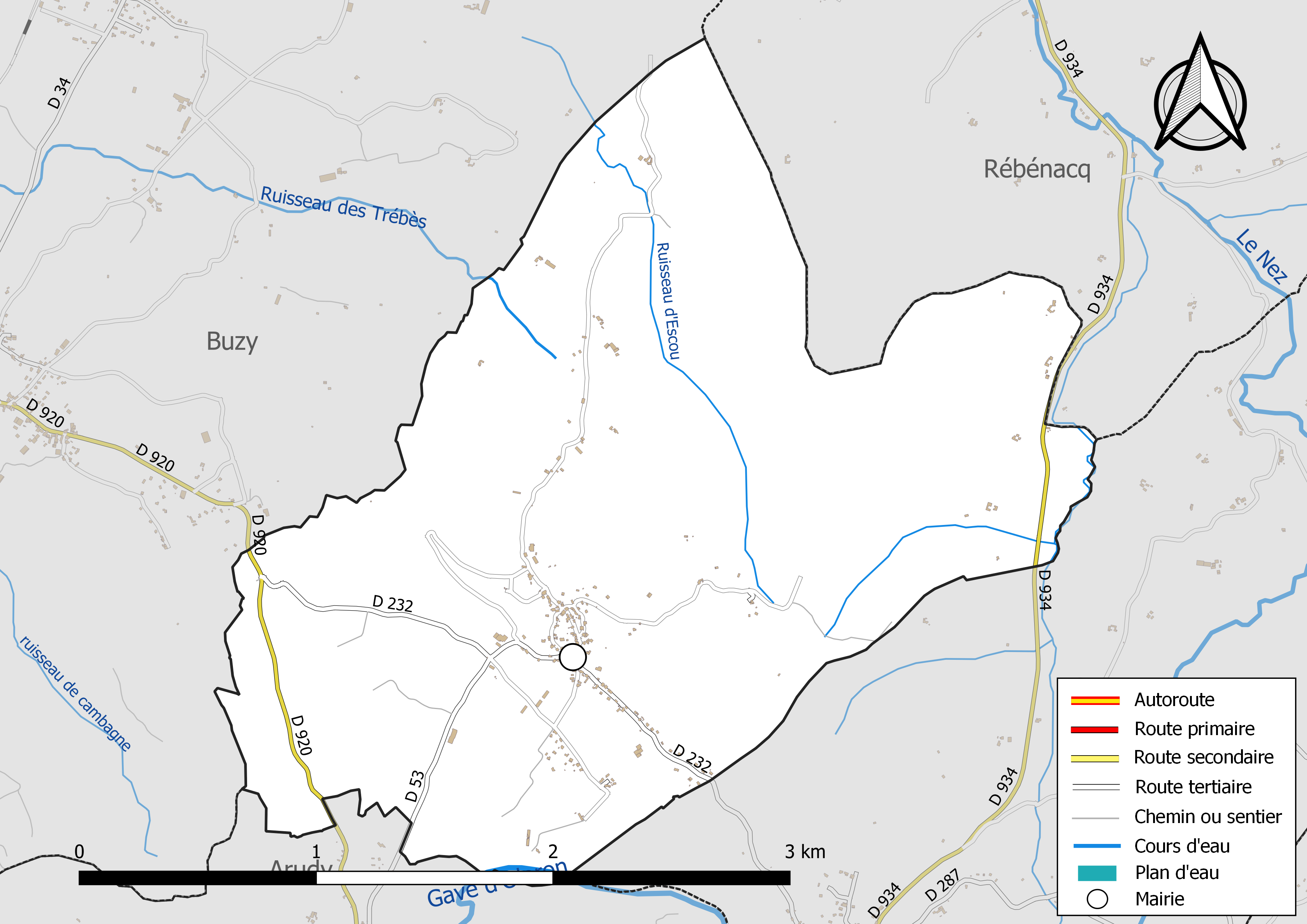
Réseaux hydrographique et routier de Bescat.

La commune est drainée par le gave d'Oloron, le ruisseau des Trébès, le ruisseau d'Escou et par divers petits cours d'eau, constituant un réseau hydrographique de 5 km de longueur totale,.
Le gave d'Oloron, d'une longueur totale de 148,8 km, prend sa source dans la commune de Laruns et s'écoule vers le nord-ouest. Il traverse la commune et se jette dans le gave de Pau à Sorde-l'Abbaye, après avoir traversé 64 communes.

### Climat
Pour des articles plus généraux, voir Climat de la Nouvelle-Aquitaine et Climat des Pyrénées-Atlantiques.
Historiquement, la commune est exposée à un climat de montagne.  
En 2020, Météo-France publie une typologie des climats de la France métropolitaine dans laquelle la commune est toujours exposée à un climat de montagne et est dans la région climatique Pyrénées atlantiques, caractérisée par une pluviométrie élevée (>1 200 mm/an) en toutes saisons, des hivers très doux (7,5 °C en plaine) et des vents faibles.
Pour la période 1971-2000, la température annuelle moyenne est de 12,1 °C, avec une amplitude thermique annuelle de 13,5 °C. Le cumul annuel moyen de précipitations est de 1 424 mm, avec 11,7 jours de précipitations en janvier et 9,3 jours en juillet. Pour la période 1991-2020, la température moyenne annuelle observée sur la station météorologique la plus proche, située sur la commune d'Asson à 14 km à vol d'oiseau, est de 13,2 °C et le cumul annuel moyen de précipitations est de 1 376,5 mm,. Pour l'avenir, les paramètres climatiques de la commune estimés pour 2050 selon différents scénarios d’émission de gaz à effet de serre sont consultables sur un site dédié publié par Météo-France en novembre 2022.

### Milieux naturels et biodiversité

#### Espaces protégés
La protection réglementaire est le mode d’intervention le plus fort pour préserver des espaces naturels remarquables et leur biodiversité associée,.
Dans ce cadre, la commune fait partie de la zone cœur et de l'aire d'adhésion du Parc National des Pyrénées. Créé en 1967 et d'une superficie de 45 806 ha, ce parc abrite une faune riche et spécifique particulièrement intéressante : importantes populations d’isards, colonies de marmottes réimplantées avec succès, grands rapaces tels le Gypaète barbu, le Vautour fauve, le Percnoptère d’Égypte ou l’Aigle royal, le Grand tétras et le discret Desman des Pyrénées qui constitue l’exemple type de ce précieux patrimoine confié au Parc national et aussi l'Ours des Pyrénées,.

#### Réseau Natura 2000
Le réseau Natura 2000 est un réseau écologique européen de sites naturels d'intérêt écologique élaboré à partir des Directives « Habitats » et « Oiseaux », constitué de zones spéciales de conservation (ZSC) et de zones de protection spéciale (ZPS).
Un site Natura 2000 a été défini sur la commune au titre de la « directive Habitats » : le « gave de Pau », d'une superficie de 8 194 ha, un vaste réseau hydrographique avec un système de saligues encore vivace,.

#### Zones naturelles d'intérêt écologique, faunistique et floristique
L’inventaire des zones naturelles d'intérêt écologique, faunistique et floristique (ZNIEFF) a pour objectif de réaliser une couverture des zones les plus intéressantes sur le plan écologique, essentiellement dans la perspective d’améliorer la connaissance du patrimoine naturel national et de fournir aux différents décideurs un outil d’aide à la prise en compte de l’environnement dans l’aménagement du territoire.
Une ZNIEFF de type 2 est recensée sur la commune, : 
le « réseau hydrographique du gave d'Oloron et de ses affluents » (6 885,32 ha), couvrant 114 communes dont 2 dans les Landes et 112 dans les Pyrénées-Atlantiques.

## Urbanisme

### Typologie
Au 1er janvier 2024, Bescat est catégorisée commune rurale à habitat dispersé, selon la nouvelle grille communale de densité à sept niveaux définie par l'Insee en 2022.
Elle est située hors unité urbaine. Par ailleurs la commune fait partie de l'aire d'attraction de Pau, dont elle est une commune de la couronne,. Cette aire, qui regroupe 227 communes, est catégorisée dans les aires de 200 000 à moins de 700 000 habitants,.

### Occupation des sols

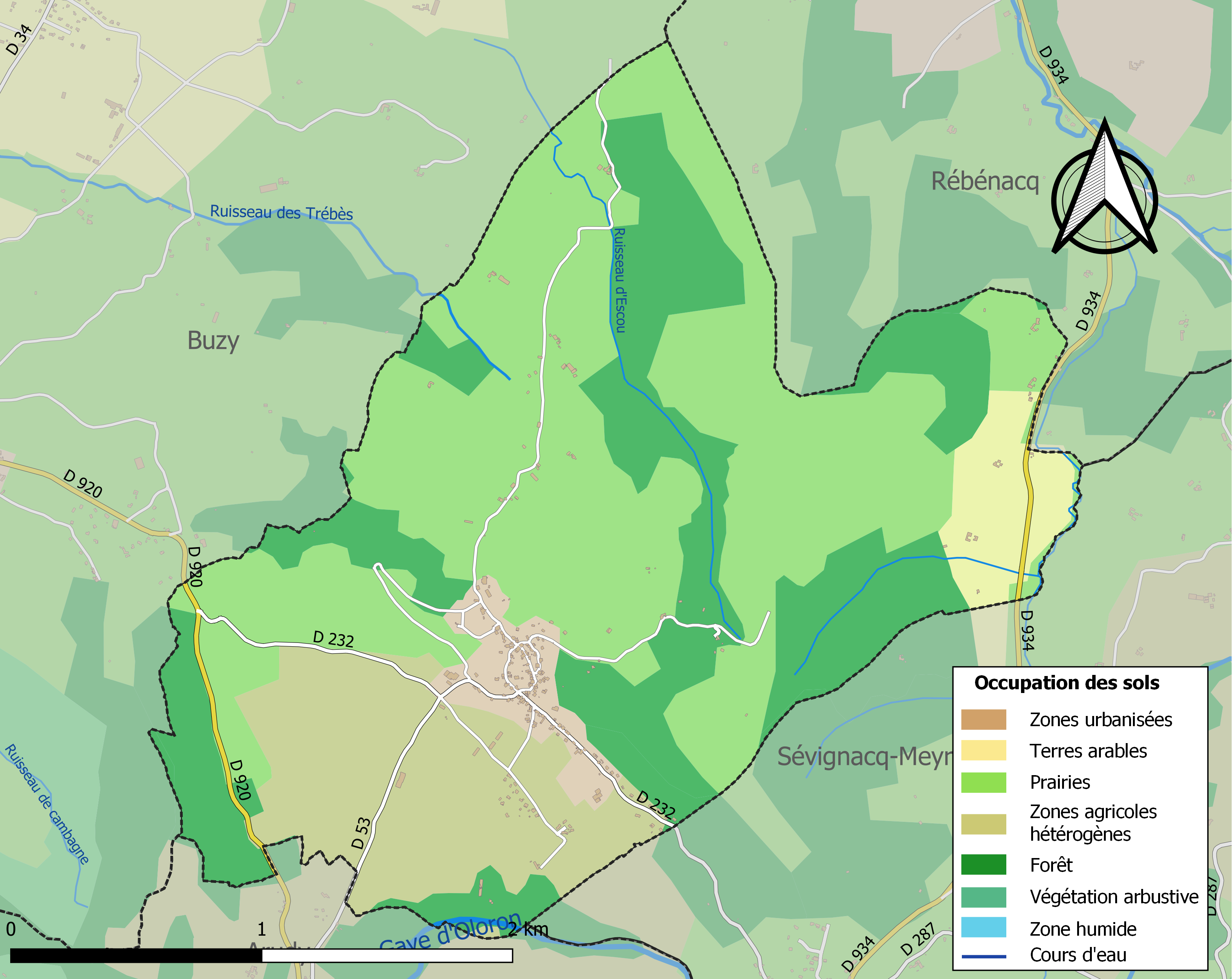
Carte des infrastructures et de l'occupation des sols de la commune en 2018 (CLC).

L'occupation des sols de la commune, telle qu'elle ressort de la base de données européenne d’occupation biophysique des sols Corine Land Cover (CLC), est marquée par l'importance des territoires agricoles (68,8 % en 2018), en diminution par rapport à 1990 (70 %). La répartition détaillée en 2018 est la suivante : 
prairies (48,4 %), forêts (27,6 %), zones agricoles hétérogènes (16 %), terres arables (4,3 %), zones urbanisées (3,7 %). L'évolution de l’occupation des sols de la commune et de ses infrastructures peut être observée sur les différentes représentations cartographiques du territoire : la carte de Cassini (XVIIIe siècle), la carte d'état-major (1820-1866) et les cartes ou photos aériennes de l'IGN pour la période actuelle (1950 à aujourd'hui).

### Lieux-dits et hameaux
- Arribe[6]
- Batmale[6]
- Bignalats[6]
- Borde de Haut[6]
- Borde (la)[6]
- Bouchet[6]
- Briole[6]
- Campagne[6]
- Candau[6]
- Casaux[6]
- Castet de Sansous[6]
- Catriulet[6]
- Couret
- Escou (bois d’)[6]
- Étoile (l’)[6]
- Grabes (les)[6]
- Habas[6]
- Hourc[6]
- Jean[6]
- Lafouresse[6]
- Lanne Sègue[6]
- Lasserre[6]
- Lavignolle (château de)[6]
- Lavignolle (moulin de)[6],[29]
- Leges[6]
- Lourteig[6]
- Mazerolle[6]
- Médalou (borde)[6]
- Medevielle[6]
- Mirail[6]
- Pampelune[6]
- Pillard[6]
- Porte Tennie[6]
- Poulit[6]
- Pulong (borde)[6]
- Sacaze (borde)[6]
- Sarthou[6]
- Sérouge[6]
- Turonnet[6]

### Voies de communication et transports
La commune est desservie par les routes départementales D 53, D 232, D 920 et D 934.
Le territoire de la commune est traversé par le GR 78, dit « voie du Piémont », menant de Narbonne à Saint-Jean-Pied-de-Port.

### Risques majeurs
Le territoire de la commune de Bescat est vulnérable à différents aléas naturels : météorologiques (tempête, orage, neige, grand froid, canicule ou sécheresse), inondations, feux de forêts et séisme (sismicité moyenne). Il est également exposé à un risque technologique,  le transport de matières dangereuses. Un site publié par le BRGM permet d'évaluer simplement et rapidement les risques d'un bien localisé soit par son adresse soit par le numéro de sa parcelle.

#### Risques naturels
Certaines parties du territoire communal sont susceptibles d’être affectées par le risque d’inondation par une crue torrentielle ou à montée rapide de cours d'eau, notamment le gave d'Oloron. La commune a été reconnue en état de catastrophe naturelle au titre des dommages causés par les inondations et coulées de boue survenues en 1982, 2007, 2009, 2018 et 2021,.
Bescat est exposée au risque de feu de forêt. En 2020, le premier plan de protection des forêts contre les incendies (PDPFCI) a été adopté pour la période 2020-2030. La réglementation des usages du feu à l’air libre et les obligations légales de débroussaillement dans le département des Pyrénées-Atlantiques font l'objet d'une consultation de public ouverte du 16 septembre au 7 octobre 2022,.

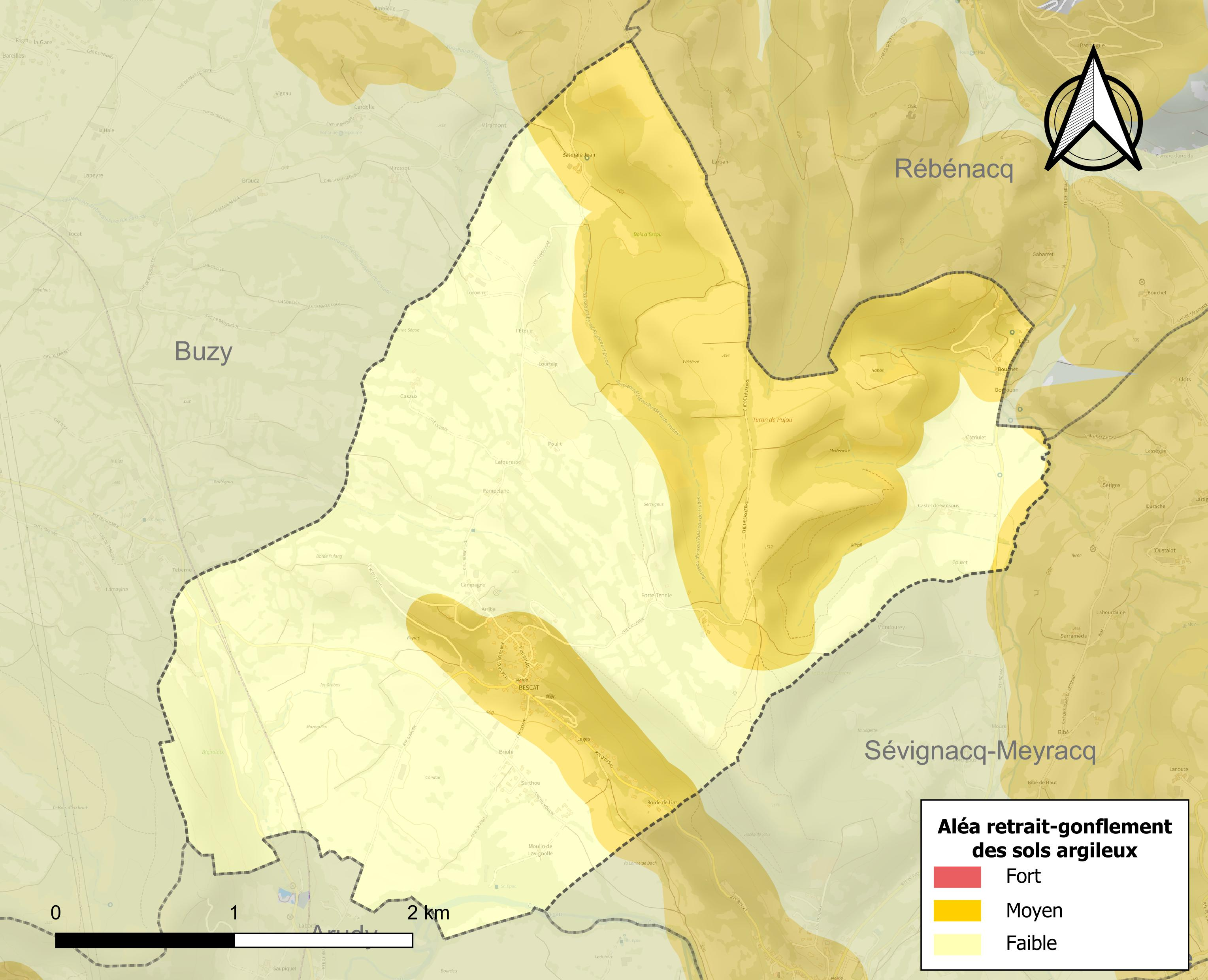
Carte des zones d'aléa retrait-gonflement des sols argileux de Bescat.

Le retrait-gonflement des sols argileux est susceptible d'engendrer des dommages importants aux bâtiments en cas d’alternance de périodes de sécheresse et de pluie. 38 % de la superficie communale est en aléa moyen ou fort (59 % au niveau départemental et 48,5 % au niveau national). Depuis le 1er octobre 2020, en application de la loi ELAN, différentes contraintes s'imposent aux vendeurs, maîtres d'ouvrages ou constructeurs de biens situés dans une zone classée en aléa moyen ou fort,.
Concernant les mouvements de terrains, la commune a été reconnue en état de catastrophe naturelle au titre des dommages causés par des mouvements de terrain en 2018.

## Toponymie

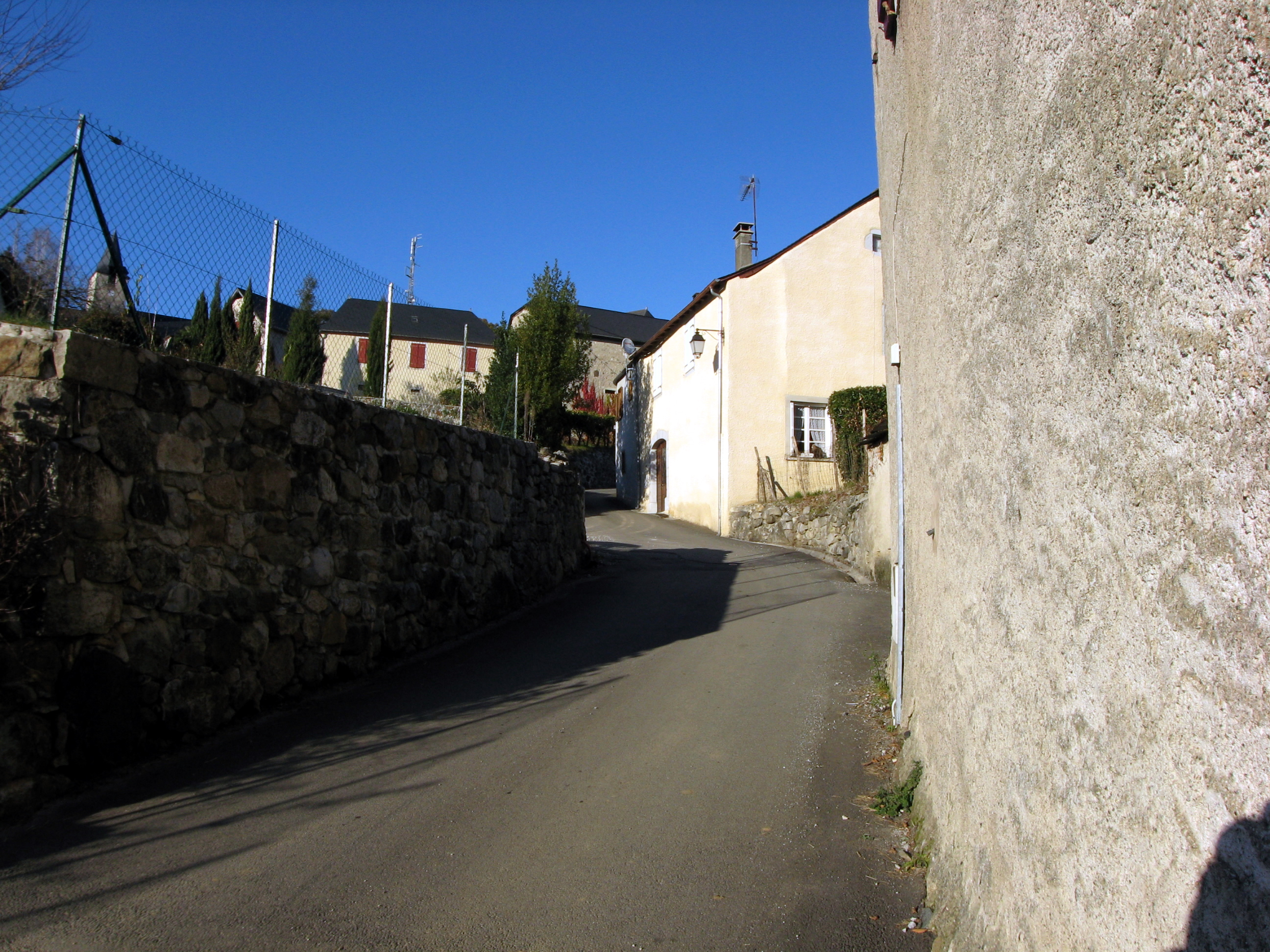
Rue abrupte et étroite de Bescat

Le toponyme Bescat apparaît sous les formes 
Bescad (1154, titres de Barcelone), 
Albescat (1270, titres d'Ossau, et 1385, recensement), 
Besquat (1418, cartulaire d'Ossau ou livre rouge), 
Bercat (1793), 
Bescat (fin XVIIIe siècle, carte de Cassini).
Selon Michel Grosclaude, l’origine et la signification du toponyme restent obscures à ce jour.
Le moulin de Lavignolle est cité par le dictionnaire topographique Béarn-Pays basque de 1863.

## Histoire
Paul Raymond note que la commune comptait une abbaye laïque, vassale de la vicomté de Béarn.
En 1385, Bescat comptait 14 feux et dépendait du bailliage d'Ossau.

## Politique et administration
| Période | Période  | Identité          | Étiquette | Qualité |
| ------- | -------- | ----------------- | --------- | ------- |
| 1995    | 1998     | André Batmale     |           |         |
| 1998    | 2001     | Michel Arribe     |           |         |
| 2001    | 2014     | Félix Lourteig    |           |         |
| 2014    | En cours | Jean-Louis Barban |           |         |

### Intercommunalité
La commune fait partie de cinq structures intercommunales :
- la communauté de communes de la Vallée d'Ossau ;
- le syndicat d'eau de la vallée d'Ossau ;
- le syndicat d'électrification du Bas-Ossau ;
- le syndicat de la perception d'Arudy ;
- le syndicat intercommunal d'assainissement de Sainte-Colome.

Bescat accueille le siège du syndicat intercommunal d'assainissement de Sainte-Colome.
La commune fait partie du Pays d'Oloron et du Haut-Béarn.

## Population et société

### Démographie
Le gentilé est Bescatais.
L'évolution du nombre d'habitants est connue à travers les recensements de la population effectués dans la commune depuis 1793. Pour les communes de moins de 10 000 habitants, une enquête de recensement portant sur toute la population est réalisée tous les cinq ans, les populations de référence des années intermédiaires étant quant à elles estimées par interpolation ou extrapolation. Pour la commune, le premier recensement exhaustif entrant dans le cadre du nouveau dispositif a été réalisé en 2004.

En 2022, la commune comptait 248 habitants, en évolution de −4,62 % par rapport à 2016 (Pyrénées-Atlantiques : +3,78 %, France hors Mayotte : +2,11 %).
| 1793 | 1800 | 1806 | 1821 | 1831 | 1836 | 1841 | 1846 | 1851 |
| ---- | ---- | ---- | ---- | ---- | ---- | ---- | ---- | ---- |
| 466  | 475  | 520  | 451  | 541  | 572  | 562  | 572  | 544  |

| 1856 | 1861 | 1866 | 1872 | 1876 | 1881 | 1886 | 1891 | 1896 |
| ---- | ---- | ---- | ---- | ---- | ---- | ---- | ---- | ---- |
| 515  | 504  | 486  | 480  | 460  | 398  | 378  | 342  | 350  |

| 1901 | 1906 | 1911 | 1921 | 1926 | 1931 | 1936 | 1946 | 1954 |
| ---- | ---- | ---- | ---- | ---- | ---- | ---- | ---- | ---- |
| 340  | 308  | 342  | 259  | 264  | 304  | 306  | 290  | 272  |

| 1962 | 1968 | 1975 | 1982 | 1990 | 1999 | 2004 | 2006 | 2009 |
| ---- | ---- | ---- | ---- | ---- | ---- | ---- | ---- | ---- |
| 266  | 236  | 274  | 268  | 278  | 252  | 254  | 251  | 272  |

| 2014 | 2019 | 2022 | - | - | - | - | - | - |
| ---- | ---- | ---- | - | - | - | - | - | - |
| 266  | 245  | 248  | - | - | - | - | - | - |

## Économie
L'économie de Bescat est essentiellement agricole, tournée vers la culture du maïs et l'élevage. On y trouve également des entreprises artisanales du secteur du bâtiment.
La commune fait partie de la zone d'appellation de l'ossau-iraty.

## Culture locale et patrimoine

### Lieux et monuments
Les éléments marquants de la commune sont les mottes féodales d'Arribe et du moulin à vent, ainsi que les maisons du XVIIe siècle.
L’église Saint-Lizier possède un retable du XVIIe siècle, un Christ en croix et des sculptures,, tous ces éléments étant classés à titre d’objet par les monuments historiques.

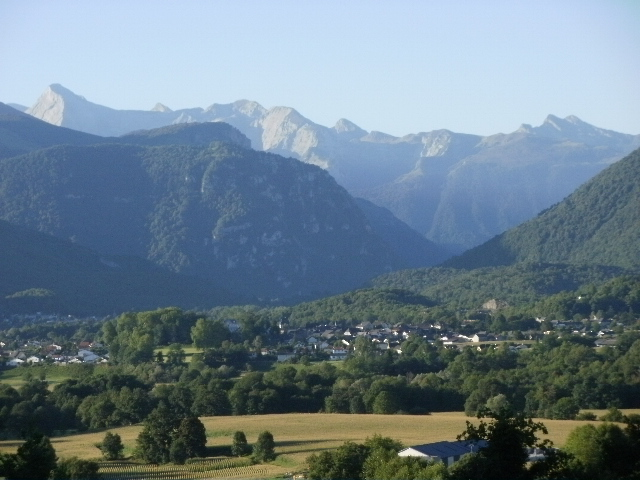
Piémont Pyrénéen
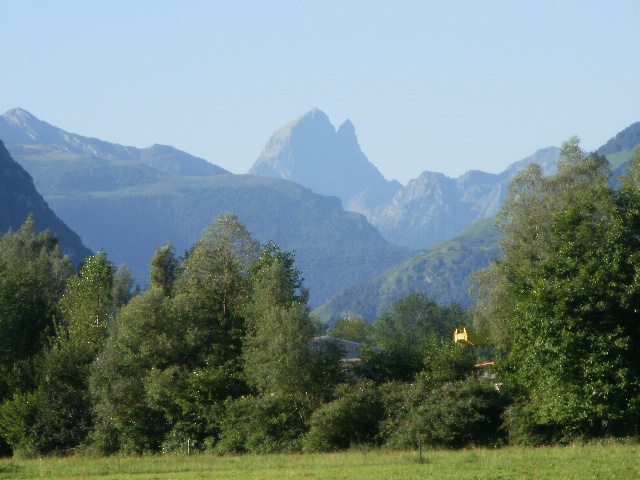
Pic du midi d'Ossau vu de Bescat
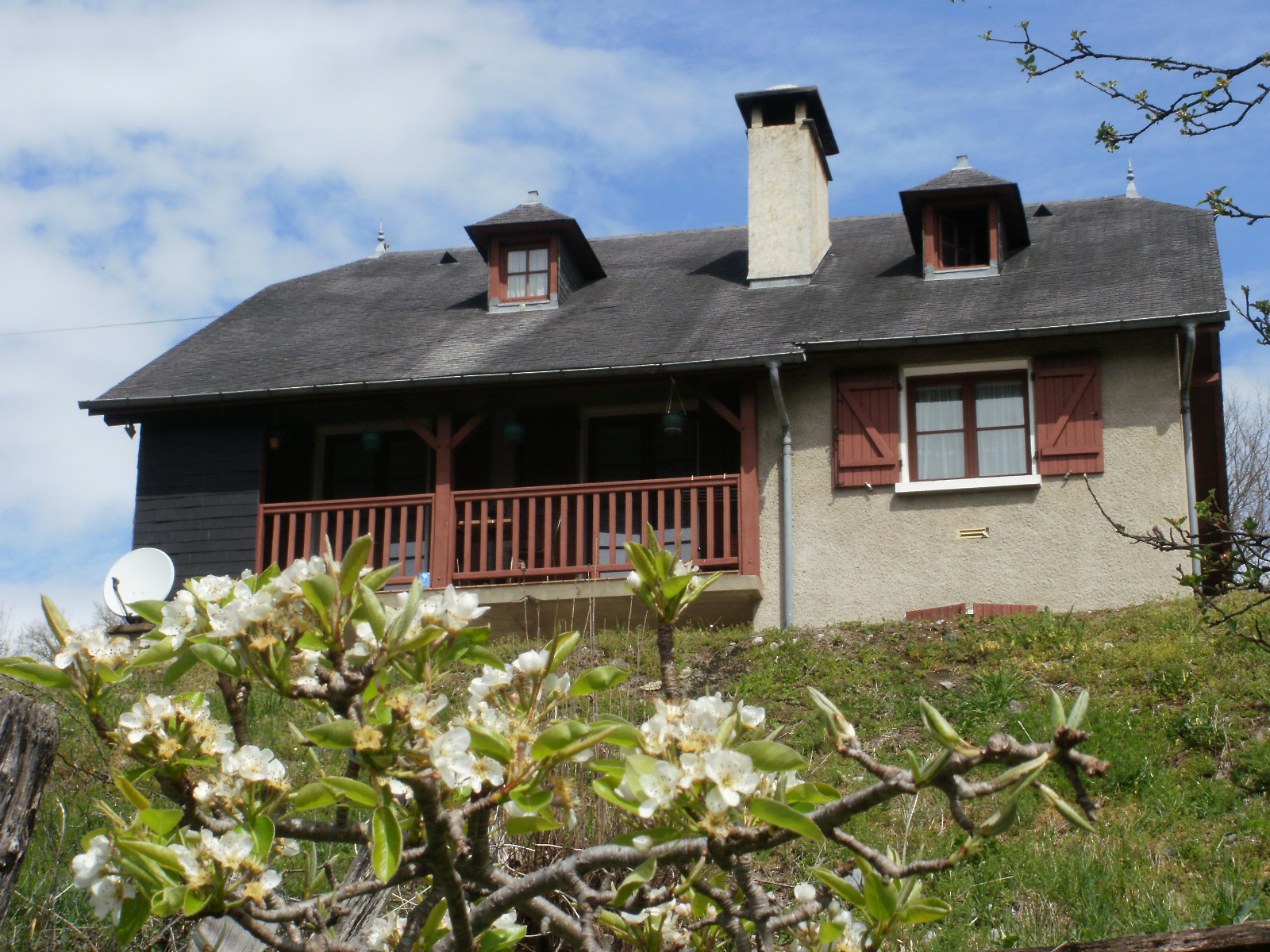
Maison typique du village
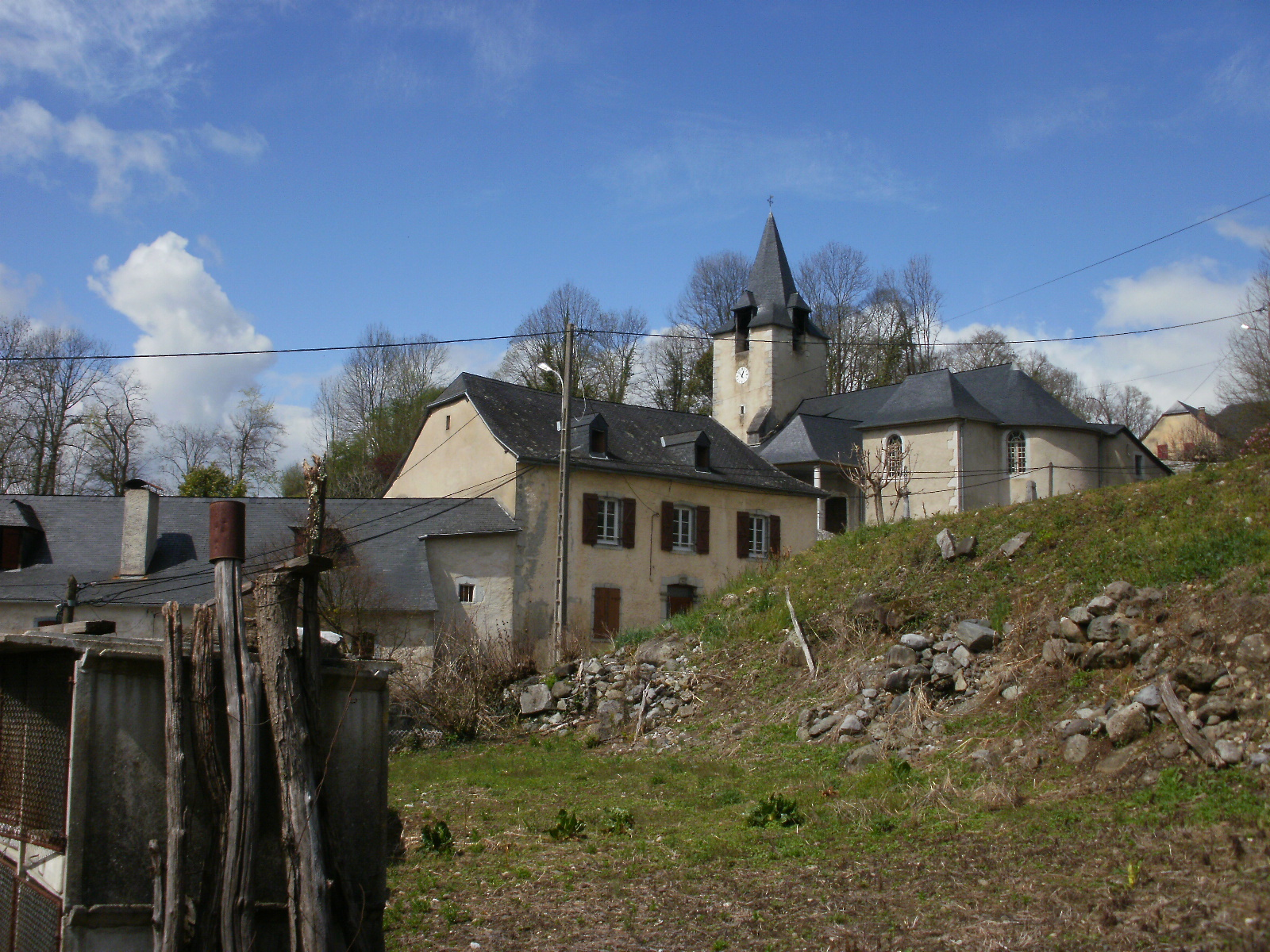
L’église Saint-Lizier

### Équipements
La commune ne dispose plus d'une école primaire depuis 1987.

### Personnalités liées à la commune
- Daniel Cordier, résistant, marchand d'art et historien français.